# Ардасан
Ардаса́н (бур. Урда Аса) — посёлок в Селенгинском районе Бурятии. Входит в сельское поселение «Загустайское».

## География
Расположен у юго-восточного подножия Солдатского хребта, отрога Хамар-Дабана, на правом берегу Убукуна, по выходе реки в Среднеубукунскую долину. Находится в 11 км севернее центра сельского поселения, улуса Тохой, и в 23 км северо-восточнее районного центра — города Гусиноозёрск.

## История
История посёлка связана с деятельностью Черёмуховского лесозаготовительного участка (в Черёмуховой пади), основанного в 1936 году Улан-Удэнским гортопом в Заиграевском районе Бурятии. В 1940 году лесоучасток переехал в местность Урда-Аса, в 40 км от прежнего места, где был преобразован в леспромхоз. В 1957 году переименован в Ардасанский ЛПХ, по искажённому названию урочища Урда-Аса.
В 1959 году Ардасанский ЛПХ перебазировался в Селенгинский район, где в начале Убукунской пади был основан нынешний посёлок.
22 января 1965 года посёлок Ардасан Гусиноозёрского горсовета передан в состав Загустайского сельсовета Селенгинского района.
В 1981 году леспромхоз объединился с Гусиноозёрским ЛПХ (посёлок Бараты) и был реорганизован в Ардасанский лесозаготовительный участок. В 1996 году лесоучасток был закрыт.

## Население
| 2002 | 2010 |
| ---- | ---- |
| 146  | ↗163 |

## Инфраструктура
Начальная школа, клуб, библиотека, почтовое отделение, фельдшерский пункт, магазин.